# Leptacanthichthys gracilispinis
Leptacanthichthys gracilispinis är en fiskart som först beskrevs av Regan 1925.  Leptacanthichthys gracilispinis ingår i släktet Leptacanthichthys och familjen Oneirodidae. Inga underarter finns listade i Catalogue of Life.